# ستيف بايلي
ستيف بايلي (بالإنجليزية: Steve Bayley)‏ هو متزحلق جبال الألب نيوزيلندي، ولد في 9 يونيو 1971 في كرايستشرش في نيوزيلندا.

## روابط خارجية
- ستيف بايلي على موقع Paralympic.org (الإنجليزية)
- ستيف بايلي على موقع اللجنة البارالمبية النيوزيلندية (الإنجليزية)